# Lettera Amorosa
Lettera Amorosa ist ein Kurzfilm des portugiesischen Regisseurs João César Monteiro aus dem Jahr 1995.

## Handlung
Eine Heranwachsende bringt einem älteren Herrn einen Teller gebratener Schwarten.

## Produktion und Rezeption
Bei den Dreharbeiten zu Die göttliche Komödie 1994 merkte Produzent Joaquim Pinto nach zwei Wochen der Diskussionen, dass die in Scope gedrehten bisherigen Aufnahmen nicht den Erwartungen des Regisseurs entsprechen werden und brach die Arbeiten ab, um später ganz neu zu beginnen. Aus diesen ersten, nicht anderweitig genutzten Aufnahmen schnitt der Regisseur dann drei Kurzfilme, darunter Lettera Amorosa (die anderen waren Passeio com Johnny Guitar und Bestiário ou Cortejo de Orfeu).
Lettera Amorosa wurde am 18. Januar 1996 im Lissabonner Kino Monumental uraufgeführt und erschien 2003 als DVD, im Bonusmaterial zum Film Die göttliche Komödie bei Lusomundo in Portugal, der einzeln und als Teil einer Monteiro-Werkschau DVD-Box in Zusammenarbeit mit der Cinemateca Portuguesa veröffentlicht wurde.